# Löt, Borgholms kommun
Löt är kyrkbyn i Löts socken i Borgholms kommun på östra sidan av Öland. Här ligger bland annat Löts kyrka.
Fram till 2010 klassades Löt av SCB som en småort, och återigen från 2020 till 2023.
Val hålls i en stuga utanför centrum.